# 萨姆·奥福德
萨姆·奥福德（英語：Sam Offord，1986年3月4日—），澳大利亚男子竞技体操运动员。他曾代表澳大利亚参加2006年和2010年英联邦运动会体操比赛，获得二枚金牌、一枚银牌和一枚铜牌。